# Opuntia fragilis
Opuntia fragilis, vrsta kaktusa iz Kanade i SAD-a
Ova opuntia je na vremenske uvjete najotporniji kaktus na svijetu. U prirodi raste u kanadskoj državi Britanska Kolumbija sve do malo ispod polarnog kruga. Ovaj kaktus s lakoćom podnosi temperature do -50°C. Zabilježeno je i da je jedan primjerak ove vrste uspio preživjeti na sjeveru Švedske -60°C. Ovo znači da bi ova vrsta opuntie bez problema rasti i u kontinentalnom dijelu Hrvatske a ne samo na Jadranu kao što je slučaj s drugim kaktusima.